# Pitusiray
Para la montaña al noreste de Wamanchuqi en el distrito de Calca, provincia de Calca, región de Cusco, Perú, llamada Pitusiray o Anqasmarka, consulte Ancasmarca.
Pitusiray es una montaña de 4.991 metros de altura (16.375 pies) en la cordillera de Urubamba en los Andes de Perú. Se ubica en la Región Cusco, Provincia de Calca, Distrito de Calca, al norte del río Vilcanota. Pitusiray está situado al sureste de Huamanchoque y al sur de otra montaña conocida como Ancasmarca, Pitusiray o Sallcasa que se encuentra más allá de los dos valles al norte de esta montaña y al noreste de Huamanchoque.